# Dagobah
Dagobah é um planeta fictício e um sistema estelar homônimo que aparece nos filmes de Star Wars: O Império Contra-Ataca, O Retorno de Jedi e A Vingança dos Sith, além de outras mídias. Ele é retratado como um mundo de pântanos turvos, baías fumegantes e selva, semelhante à Terra durante o período Carbonífero. Dagobah tem 14.410 quilômetros de diâmetro e um período orbital de 341 dias. O clima e a atmosfera de Dagobah consistem em duas estações: uma estação seca, em que as terras altas se tornam quentes demais para a sobrevivência da maioria das formas de vida; e uma estação úmida, que consiste em violentas tempestades de raios, neblina densa e longos períodos de chuvas torrenciais. Os Tash eram uma espécie senciente nativa de Dagobah.
O Sistema Dagobah fica no subsetor Dagobah do setor Sluis, localizado na região do quadrante galáctico dos Territórios da Orla Externa, a 50.250 anos-luz de Coruscant. O sol foi chamado de Dagobah Prime. É conhecido por ser um dos lugares mais puros da galáxia, incrivelmente forte na força viva, e por ter sido escolhido pelo Jedi Yoda como o planeta onde se exilou para mascarar sua presença e evitar ser descoberto pelo Império Galáctico.

## Descrição
Em grande parte ignorado pela República Galáctica, Dagobah é o único planeta habitável no sistema de mesmo nome no setor Sluis. Um mundo nublado e pantanoso de folhagem densa, incontáveis seres vivos de todos os tamanhos, incluindo répteis, anfíbios e insetos em enxame, enchem seus arredores com um zumbido constante. Todas as suas criaturas parecem completamente não-inteligentes. Formas de vida maiores ocupam cavidades semelhantes a cavernas, formadas por florestas petrificadas. As “árvores nodosas” carnívoras se reproduzem como criaturas móveis semelhantes a aranhas que, por fim, se metamorfoseiam em sua forma enraizada. O planeta também é conhecido por ser forte com a Força.

## Representação
O similarmente monotemático “planeta pantanoso e envolto em neblina de Mimban” que aparece no romance Splinter of the Mind's Eye, publicado entre os filmes Star Wars e O Império Contra-Ataca, “pode ter inspirado o design de produção de Dagobah”.

### Filme
Dagobah foi originalmente apresentada no filme O Império Contra-Ataca, de 1980. Em sua primeira aparição, o protagonista principal do filme, Luke Skywalker, está tentando pousar seu caça estelar X-wing no planeta e se depara com uma densa neblina que o faz cair em um pequeno bayou. Logo após o pouso, o Mestre Jedi Yoda é apresentado durante seu tempo de exílio. Yoda relutantemente concorda em treinar Skywalker e, durante seu treinamento, muitos aspectos do ambiente do planeta são utilizados. Rochas cobertas de musgo são usadas para treinamento em telecinesia, a vegetação rasteira torna as caminhadas pelas selvas mais desafiadoras e as vinhas penduradas em árvores altas são usadas como meio de atravessar pequenos corpos d'água e outros obstáculos. Skywalker sente o poder da Força em uma caverna específica do planeta, na qual Yoda lhe diz para entrar. Dentro da caverna, Skywalker se depara com um desafio mental que o lado negro da Força desenvolveu para ele.
O planeta também é visto brevemente em O Retorno de Jedi para retratar a morte de Yoda e aparece em uma cena deletada de A Vingança dos Sith que mostra a chegada de Yoda ao planeta. George Lucas teria dito que ela foi removida para que o filme não tivesse “muitos finais”. A cena foi lançada com o título “Exílio em Dagobah” no DVD do filme.

### Outras mídias
A série The Clone Wars apresentou Dagobah em um episódio da sexta temporada, no qual Yoda viajou para o planeta como parte de seu próprio treinamento para obter a imortalidade por meio da Força.
No universo expandido de Star Wars, Yoda confrontou um Jedi Negro Bpfasshi em Dagobah, alguns anos antes dos eventos de O Império Contra-Ataca, e a caverna onde o Jedi Negro morreu tornou-se forte no lado negro da Força. Posteriormente, a Star Wars Tales corrigiu esse evento para que ocorresse antes, com outro Jedi da espécie de Yoda, chamado Minch, substituindo Yoda. Dagobah também foi visitada pelos personagens principais da série Galaxy of Fear, onde uma tribo de canibais viveu por um tempo. Durante os eventos de Jedi Knight: Jedi Academy, uma equipe de Cavaleiros Jedi da Nova Ordem Jedi visitou Dagobah e encontrou a caverna livre de sua antiga ameaça.
Após os eventos de O Retorno de Jedi, a Nova República fundou uma base militar em uma das maiores montanhas do planeta, batizada de “Monte Yoda” em homenagem ao Mestre Jedi.

## Análise
Vários estudiosos interpretaram Dagobah como a estação de iniciação ao aplicar o esquema de Joseph Campbell da jornada do herói, que remonta aos mitos antigos, ao personagem de Luke Skywalker: o herói se retira “da sociedade para um mundo de símbolos mais primitivos, onde ele deve conquistar sua própria escuridão e retornar ao mundo social com um novo conhecimento redentor.” Dagobah é descrita como “algo saído de um sonho” e corresponde a “um plano espiritual”.  Esse lugar primordial e isolado de poder, que parece hostil à civilização - o R2-D2 tecnológico “é cuspido sem cerimônia” - é “um santuário da natureza” e “cria um espaço que, como nenhum outro, influencia a concepção e o desenvolvimento do herói”. Leah Deyneka relacionou a natureza fervilhante de Dagobah com a “floresta encantada ou bosque sagrado”, que “aparece com frequência em conto de fadas e mitos; acredita-se que as árvores detêm poderes especiais e as florestas simbolizam maestria e transformação.” Miles Booy viu Dagobah como um “ambiente semiótico [...] ricamente construído”, que “não aponta para filmes anteriores, mas para discursos amplamente difundidos sobre a consciência humana”. Sua selva e seu “pântano escuro infestado de répteis” podem ser considerados uma imagem do subconsciente, com Yoda desempenhando o papel de analista que “traz à tona” o que estava submerso.
Dan Catalano comentou que Dagobah, como “um local sinistro repleto de vida selvagem estranha e envolto em tanto mistério quanto neblina”, afastado da galáxia repleta de tecnologia, é um dispositivo adequado para enfatizar o status de Yoda como um “arquétipo de um homem sábio” na tradição de Merlin, que também pode ser encontrado em locais de “natureza selvagem” nos mitos arturianos.
Booy comentou que, em Star Wars, “nenhum outro ambiente tenta criar imagens como as de Dagobah” e que “Dagobah também viria a ser a base para [...] a noção de que o filme constitui uma forma de mitologia”.